# Andrzej Czarniak
Andrzej (Jędrzej) Czarniak (ur. 4 września 1900 w Zakopanem, zm. 13 grudnia 1952 w Krakowie) – polski architekt i narciarz. Nosił przydomek Pająk.

## Życiorys
Był twórcą lub współtwórcą planów i budowy lub rozbudowy tatrzańskich schronisk turystycznych. Według jego planów powstały schroniska: w Dolinie Pięciu Stawów, na Hali Ornak, na Hali Gąsienicowej oraz w Dolinie Chochołowskiej. Zaprojektował także między innymi kościół oo. bernardynów w Bystrem i willę Wantule.
Przed wojną należał do czołówki polskich narciarzy zjazdowych, trenował też skoki narciarskie. Na mistrzostwach świata 1939 w Zakopanem zajął 17. miejsce w konkursie skoków. Zarazem zajął czwartą pozycję w klasyfikacji Mistrzostw Polski 1939, tracąc 9,3 pkt do brązowego medalu.
Pochowany został na Cmentarzu Zasłużonych na Pęksowym Brzyzku w Zakopanem (sektor L-III-43 i 44).

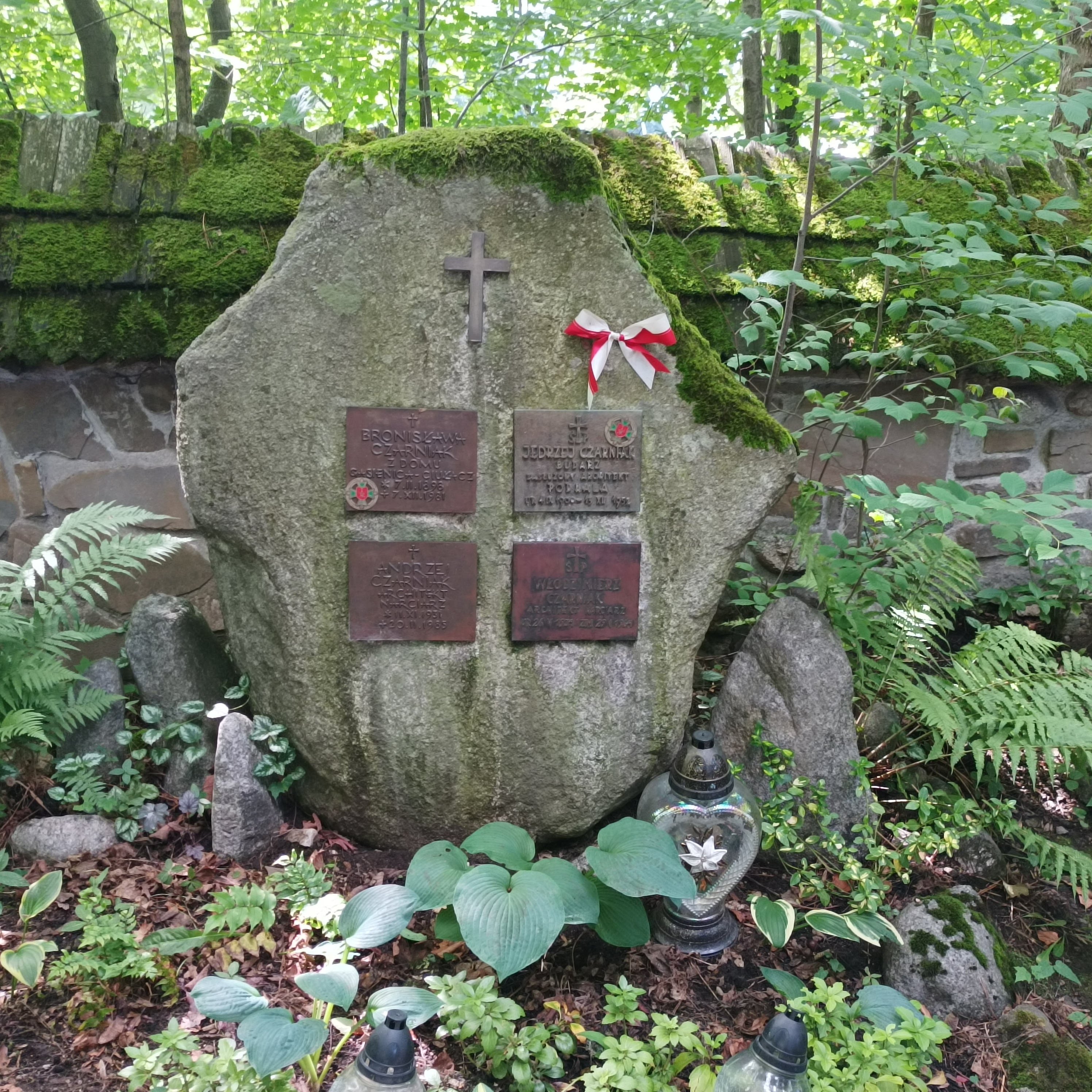
Grób Andrzeja i Włodzimierza Czarniaków na Cmentarzu Zasłużonych na Pęksowym Brzyzku

## Starty na mistrzostwach świata w skokach narciarskich
| Miejsce | Dzień     | Rok  | Miejscowość | Skocznia       | Punkt K | Konkurs | Skok 1 | Skok 2 | Nota      | Strata   | Zwycięzca   |
| ------- | --------- | ---- | ----------- | -------------- | ------- | ------- | ------ | ------ | --------- | -------- | ----------- |
| 17.     | 11 lutego | 1939 | Zakopane    | Wielka Krokiew | K-75    | ind.    | 66,0 m | 67,0 m | 191,4 pkt | 33,3 pkt | Josef Bradl |

## Starty na mistrzostwach Polski w skokach narciarskich
| Miejsce | Dzień     | Rok  | Miejscowość | Skocznia       | Punkt K | Konkurs | Skok 1 | Skok 2 | Nota      | Strata   | Zwycięzca          |
| ------- | --------- | ---- | ----------- | -------------- | ------- | ------- | ------ | ------ | --------- | -------- | ------------------ |
| 4.      | 11 lutego | 1939 | Zakopane    | Wielka Krokiew | K-75    | ind.    | 66,0 m | 67,0 m | 191,4 pkt | 28,1 pkt | Stanisław Marusarz |